# Toxandrien

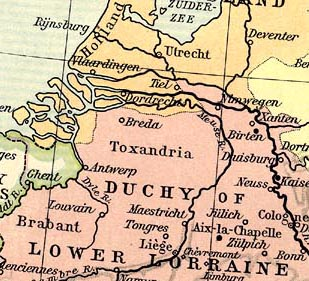
Toxandrien (919-1125).

Toxandria är ett mycket gammalt namn på en region mellan floderna Meuse och Schelde i dagens Frankrike och Belgien. Romarna kallade de folk som bosatt sig i centrala, västra och norra Europa för germaner (Germanici), men dessa kringvandrande stammar betraktade aldrig sig själva som del i en kulturell, lingvistisk eller politisk enhet.
Germanernas kringströvande vanor gjorde att de delades upp i flera stammar som rörde sig mellan olika områden. I mitten av 300-talet började två sådana stammar, de frankiska salierna och ripuarierna, att penetrera det romerska riket i närheten av Mainz men drevs snart tillbaka av kejsaren Probus. Detta innebar dock bara en temporär frist och det allt svagare romerska imperiet tvingades under Julianus att köpa fred 358 genom att ge Toxandria till de saliska frankerna vilka i gengäld blev Roms allierade. Pakten dem emellan påverkade saliernas språk och lagar och den saliska lagen från 500-talet författades sålunda på latin. Ripuarierna etablerade sig på ett område mellan floderna Rhen och Schelde men lierade sig aldrig med salierna.
Under åren som följde blev de saliska frankerna bofasta i Toxandria och började snart expandera sitt territorium. Romarna attackerades först av Merovech, den förste merovingiske ledaren, och tvingades därefter till territoriella eftergifter med dennes son Childerik I som hjälpte Rom att avvärja hotet från andra inkräktare i närheten av Orléans och Angers. Childeriks son Klodvig I blev den som slutgiltigt inkorporerade det forna romerska Gallien i sitt rike och lade grunden till det som blev Frankrike.